# Matthew Stafford
John Matthew Stafford (Tampa, Flórida, 7 de fevereiro de 1988) é um jogador de futebol americano que atua na posição de quarterback pelo Los Angeles Rams na National Football League. Stafford jogou futebol americano universitário pela Universidade da Geórgia. Em 2009, foi selecionado pelo Detroit Lions como a primeira escolha no Draft da NFL. Stafford já foi premiado pela NFL e ESPY Awards em 2011 e 2012. Em 2014, participou do Pro Bowl e foi escolhido como o MVP da partida. Jogando pelos Lions, Stafford atuou em três partidas de pós-temporada (em 2011, 2014 e 2016), perdendo todas. Em 2021, com os Rams, ele venceu quatro jogos seguidos de playoff. Seu passer rating em pós-temporada é de 99,0, que é considerado bem alto.
Como titular absoluto dos Lions entre 2009 e 2020, Stafford teve a melhor temporada na carreira em 2011 quando ele se tornou o quarto quarterback da NFL a alcançar a marca de 5 000 jardas lançadas, liderando a equipe de Detroit em sua primeira aparição em pós-temporada desde 1999. Stafford liderou os Lions em mais duas aparições em playoffs, em 2014 e 2016, ambas  malsucedida, mas que lhe renderam uma nomeação para o Pro Bowl. Em 2021, os Lions decidiram trocar Stafford e ele foi mandado para o LA Rams, liderando essa equipe para a vitória no Super Bowl LVI.

## Estatísticas
| Ano      | Time     | J   | JT  | Passando | Passando | Passando | Passando | Passando | Passando | Passando | Passando | Correndo | Correndo | Correndo | Correndo | Sacks | Sacks  | Fumbles | Fumbles |
| Ano      | Time     | J   | JT  | Comp     | Ten      | Pct      | Jardas   | Média    | TD       | Int      | Rtg      | Ten      | Jardas   | Média    | TD       | Sack  | Jardas | Fum     | Perdido |
| -------- | -------- | --- | --- | -------- | -------- | -------- | -------- | -------- | -------- | -------- | -------- | -------- | -------- | -------- | -------- | ----- | ------ | ------- | ------- |
| 2009     | DET      | 10  | 10  | 201      | 377      | 53,3%    | 2 267    | 6,0      | 13       | 20       | 61,0     | 20       | 108      | 5,4      | 2        | 24    | 169    | 4       | 1       |
| 2010     | DET      | 3   | 3   | 57       | 96       | 59,4%    | 535      | 5,6      | 6        | 1        | 91.3     | 4        | 11       | 2,8      | 1        | 4     | 36     | 2       | 1       |
| 2011     | DET      | 16  | 16  | 421      | 663      | 63,5%    | 5 038    | 7,6      | 41       | 16       | 97,2     | 22       | 78       | 3,5      | 0        | 36    | 257    | 5       | 1       |
| 2012     | DET      | 16  | 16  | 435      | 727      | 59,8%    | 4 967    | 6,8      | 20       | 17       | 79,8     | 35       | 126      | 3,6      | 4        | 29    | 212    | 6       | 4       |
| 2013     | DET      | 16  | 16  | 371      | 634      | 58,5%    | 4 650    | 7,3      | 29       | 19       | 84,2     | 37       | 69       | 1,9      | 2        | 23    | 168    | 12      | 4       |
| 2014     | DET      | 16  | 16  | 363      | 602      | 60,3%    | 4 257    | 7,1      | 22       | 12       | 85,7     | 43       | 93       | 2,2      | 2        | 45    | 254    | 8       | 3       |
| 2015     | DET      | 16  | 16  | 398      | 592      | 67,2%    | 4 262    | 7,2      | 32       | 13       | 97,0     | 44       | 159      | 3,6      | 1        | 44    | 251    | 4       | 2       |
| 2016     | DET      | 16  | 16  | 388      | 594      | 65,3%    | 4 327    | 7,3      | 24       | 10       | 93,3     | 37       | 207      | 5,6      | 2        | 37    | 216    | 3       | 2       |
| 2017     | DET      | 16  | 16  | 371      | 565      | 65,7%    | 4 446    | 7,9      | 29       | 10       | 99,3     | 29       | 98       | 3,4      | 0        | 47    | 283    | 11      | 7       |
| 2018     | DET      | 16  | 16  | 367      | 555      | 66,1%    | 3 777    | 6,8      | 21       | 11       | 89,9     | 25       | 71       | 2,8      | 0        | 40    | 255    | 6       | 4       |
| 2019     | DET      | 8   | 8   | 187      | 291      | 64,3%    | 2 499    | 8,6      | 19       | 5        | 106,0    | 20       | 66       | 3,3      | 0        | 18    | 137    | 5       | 3       |
| 2020     | DET      | 16  | 16  | 339      | 528      | 64,2%    | 4 084    | 7,7      | 26       | 10       | 96,3     | 29       | 112      | 3,9      | 0        | 38    | 254    | 2       | 1       |
| 2021     | LAR      | 17  | 17  | 404      | 601      | 67,2%    | 4 886    | 8,1      | 41       | 17       | 102,9    | 32       | 43       | 1,3      | 0        | 30    | 243    | 5       | 2       |
| 2022     | LAR      | 9   | 9   | 206      | 303      | 68%      | 2 087    | 6,9      | 10       | 8        | 84,9     | 13       | 9        | 0,7      | 1        | 32    | 234    | 5       | 3       |
| 2023     | LAR      | 15  | 15  | 326      | 521      | 62,6%    | 3 965    | 7,6      | 24       | 11       | 92,5     | 21       | 65       | 3,1      | 0        | 30    | 205    | 0       | 0       |
| 2024     | LAR      | 16  | 16  | 340      | 517      | 65,8%    | 3 762    | 7,3      | 20       | 8        | 93,7     | 30       | 41       | 1,4      | 0        | 28    | 213    | 6       | 2       |
| Carreira | Carreira | 222 | 222 | 5 174    | 8 166    | 63,4%    | 59 809   | 7,3      | 377      | 188      | 91,2     | 441      | 1 356    | 3,1      | 15       | 502   | 3 365  | 84      | 40      |